# Kinesisk-indiska kriget
Kinesisk-indiska kriget (hindi: भारत-चीन युद्ध Bhārat-Chīn Yuddh), eller kinesisk-indiska gränskonflikten (förenklad kinesiska: 中印边境战争; traditionell kinesiska: 中印邊境戰爭; pinyin: Zhōng-Yìn Biānjìng Zhànzhēng), även kinesisk-indiska gränskonflikten, var ett kort krig mellan Kina och Indien 1962 gällande indisk-kinesiska gränsen.
Kriget pågick i en månad och skördade cirka 2000 dödsoffer. De kinesiska trupperna trängde långt in i indiskt område.
Indien hade bett USA om militär hjälp. Den 20 november deklarerade Kina en ensidig vapenvila och drog sina trupper 20 kilometer bakom McMahonlinjen.
Varken Kina eller Indien förklarade officiellt krig under konflikten.